# Actinomicosis
La actinomicosis  es una infección granulomatosa supurativa crónica causada por el género Actinomyces. El Actinomyces israelii es un organismo común, que normalmente no causa enfermedad (no patógeno) y que se encuentra en la nariz y en la garganta. Dada la localización normal de la bacteria en la nariz y en la garganta, la actinomicosis aparece más comúnmente en la cara y el cuello. La infección no es contagiosa.
La infección también puede ser causada por Streptomyces somaliensis y Propionibacterium propionicus. Es probable que la afección sea una infección anaeróbica polimicrobiana.
Los síntomas ocurren cuando la bacteria entra en los tejidos faciales debido a traumatismo, cirugía o infección. Una causa común es el absceso dental, la extracción dental o la cirugía oral. Una vez que se ha localizado en el tejido, forma un absceso, produciendo un abultamiento de color rojo intenso a rojo púrpura, a menudo en la mandíbula, de donde proviene su nombre común de "mandíbula abultada".
Finalmente, el absceso irrumpe a través de la superficie de la piel para producir un conducto sinusal que drena. La actinomicosis ocasionalmente puede darse en el tórax (actinomicosis pulmonar) y el abdomen u otras áreas del cuerpo.
Afección crónica, localizada con mayor frecuencia en la mandíbula, el tórax y el abdomen. Puede ocurrir una propagación septicémica con afección generalizada. Las lesiones son granulomas firmemente indurados de purulencia y fibrosis; se difunden lentamente a los tejidos contiguos y pueden formar múltiples fístulas supurantes que penetran en la superficie. Las secreciones de los trayectos fistulosos pueden contener "gránulos de azufre", que constituye colonia de agentes infecciosos.
El diagnóstico se confirma con la demostración de ramificaciones de hifas grampositivas de 0,5-1,0 micrón de diámetro en un “gránulo”.
Los resultados clínicos y de los cultivos permiten distinguir entre la actinomicosis y el actinomicetoma.

## Agente infeccioso
Actinomyces israelii es el agente patógeno normal del hombre y A bovis es el de los animales, que solo rara vez se aísla en el hombre. Se ha informado de que el A naeslundii y Arachnia propiónica (Actinomyces propionicus) son también patógenos para el hombre. Todas las especies son organismos anaeróbicos, hasta microaerofílicos grampositivos y no acidorresistentes que forman parte de la flora oral normal.

## Distribución
Está enfermedad es poco frecuente en el ser humano y se presenta esporádicamente en todo el mundo. Puede afectar a todas las etnias y a ambos sexos de cualquier edad; la mayor frecuencia se observa entre los 15 y los 35 años, y la proporción entre hombres y mujeres afectados es de 2:1 aproximadamente. Se presenta también en los bovinos, caballos y otros animales.

## Reservorio
El reservorio natural de A. israelii es el hombre. En la cavidad oral normal, el A. israeliise desarrolla como saprofito dentro y alrededor de los dientes careados, en las placas de mucina adheridas al esmalte dental y en criptas amigdalinas, sin penetración aparente ni respuesta celular en los tejidos adyacentes. Se ha demostrado, mediante estudios de muestra realizados en los Estados Unidos, Suecia y otros países, la presencia de A. israelii al microscopio en gránulos procedentes de criptas de 40 % de amígdalas extirpadas, y se ha aislado por cultivo anaerobio en la elevada proporción de 30-48% de la muestra de saliva o material de dientes careados. Se ha detectado A. israelii en las secreciones vaginales de cerca del 10% de las mujeres que usan dispositivos intrauterinos. No se ha demostrado la existencia de un reservorio ambiental externo, como la paja o el suelo.

## Modo de transmisión
Parece ser que el agente pasa por contacto de un individuo a otro, como parte de la flora oral normal. Desde la cavidad oral, la bacteria es introducida en los tejidos de la mandíbula mediante una lesión o en el sitio de un defecto dental descuidado o irritante. El origen de las manifestaciones clínicas es endógeno. Se ha notificado la transmisión por mordedura humana, pero esto es un acontecimiento raro.

## Período de incubación
Irregular; probablemente dura muchos años después de la formación de colonias en los tejidos orales, y días o meses después del trauma desencadenante y de la penetración en los tejidos.

## Período de transmisibilidad
Se desconoce el tiempo y la manera de cómo el A. israelii pasa a ser parte de la flora oral normal. Excepto en los casos raros de mordedura humana, no se relaciona con la exposición a una persona infectada.

## Susceptibilidad y resistencia
La susceptibilidad natural es baja. No se ha demostrado la existencia de inmunidad después del ataque.

## Métodos de control

### Medidas preventivas
- Ninguna, excepto el mantenimiento de una buena higiene dental, que reducirá el riesgo de infección alrededor de los dientes.

### Control del paciente, de los contactos y del medio ambiente inmediato
- Notificación a la autoridad local de salud: de ordinario no está justificada la notificación oficial Clase 5.
- Aislamiento: ninguno.
- Desinfección concurrente: ninguna.
- Cuarentena: ninguna.
- Inmunización de contactos: ninguna.
- Investigación de contactos: no resulta útil.
- Tratamiento específico: no hay restablecimiento espontáneo. Suele ser eficaz la administración prolongada de penicilina en dosis alta. Las tetraciclinas constituyen la segunda opción. A menudo se requiere un drenaje quirúrgico de abscesos.

### Medidas en caso de epidemia
No son aplicables, se trata de una enfermedad esporádica. 

## Tratamiento
El micro-organismo es sensible a las penicilinas, pudiendo usarse doxiciclina en caso de alergia o resistencia. Otras opciones incluyen tetraciclina, eritromicina, clindamicina y cefalosporinas. A menudo se requiere drenaje quirúrgico.